# Nati nel 1919/Luglio
| Questa pagina contiene informazioni ricavate automaticamente dalle voci biografiche con l'ausilio del template Bio e di un bot. L'aggiornamento è periodico e automatico e ricostruisce completamente la pagina. Se manca una persona in questa lista, sei pregato di non aggiungerla, ma accertati piuttosto che la sua voce biografica contenga il template Bio e che i dati anagrafici siano correttamente compilati. Se il template Bio manca, inseriscilo tu stesso o, in alternativa, metti l'avviso {{tmp\|Bio}} che ne segnala la mancanza. Se i dati riportati sono sbagliati, correggi direttamente la voce biografica; le modifiche saranno visibili in questa lista entro pochi giorni. Per chiarimenti vedi il progetto biografie. La lista contiene solo le 121 persone che sono citate nell'enciclopedia e per le quali è stato implementato correttamente il template Bio. Pagina aggiornata al 18 mag 2025. |

- 1º luglio - Hans Bender, scrittore tedesco († 2015)
- 1º luglio - Herbert Callen, fisico statunitense († 1993)
- 1º luglio - Thomas S. Kleppe, politico statunitense († 2007)
- 1º luglio - Berardino Leoni, militare italiano († 1942)
- 2 luglio - Albert Batteux, calciatore e allenatore di calcio francese († 2003)
- 2 luglio - Jean Craighead George, scrittrice statunitense († 2012)
- 2 luglio - Abdulla Grimci, compositore e scrittore albanese († 2018)
- 2 luglio - George Pearcy, cestista e allenatore di pallacanestro statunitense († 1992)
- 3 luglio - Mauro Cía, pugile argentino († 1990)
- 3 luglio - Hampe Faustman, attore e regista svedese († 1961)
- 3 luglio - Barbara Abney-Hastings, XIII contessa di Loudoun, nobile scozzese († 2002)
- 3 luglio - Joseph Rego-Costa, calciatore statunitense († 2002)
- 3 luglio - Gabriel Valdés, politico cileno († 2011)
- 4 luglio - Alido Grisanti, calciatore italiano († 2004)
- 4 luglio - Gerd Hagman, attrice svedese († 2011)
- 4 luglio - Agenore Incrocci, sceneggiatore italiano († 2005)
- 4 luglio - Türkan Hanimsultan, principessa ottomana († 1989)
- 5 luglio - Amedeo Berdini, tenore italiano († 1964)
- 5 luglio - Arrigo Pola, tenore italiano († 1999)
- 5 luglio - Bep Voskuijl, olandese († 1983)
- 6 luglio - Oswaldo Guayasamín, pittore ecuadoriano († 1999)
- 6 luglio - Ernst Haefliger, tenore svizzero († 2007)
- 6 luglio - Edita Spannerová, pittrice slovacca († 1990)
- 7 luglio - Bill Behr, cestista statunitense († 1997)
- 7 luglio - William Kunstler, avvocato, attivista e poeta statunitense († 1995)
- 7 luglio - Lorenz Nieberl, bobbista tedesco († 1968)
- 7 luglio - Jon Pertwee, attore britannico († 1996)
- 8 luglio - Eileen Bennett, attrice britannica († 2025)
- 8 luglio - Albert Caraco, filosofo e scrittore uruguaiano († 1971)
- 8 luglio - Giuseppe Ermentini, architetto italiano († 2003)
- 8 luglio - Al Grenert, cestista e allenatore di pallacanestro statunitense († 2002)
- 8 luglio - Walter Scheel, politico tedesco († 2016)
- 8 luglio - Kalevi Tervo, militare e aviatore finlandese († 1943)
- 9 luglio - Olin J. Eggen, astronomo statunitense († 1998)
- 9 luglio - Mario Pincherle, scrittore italiano († 2012)
- 10 luglio - Gaetano Arangio-Ruiz, giurista italiano († 2022)
- 10 luglio - Pierre Gamarra, scrittore, poeta e drammaturgo francese († 2009)
- 10 luglio - Harry Zeller, cestista statunitense († 2004)
- 11 luglio - Alessandro Carlini, calciatore italiano
- 11 luglio - Henri Joseph Fenet, militare francese († 2002)
- 11 luglio - Philippe Jullian, scrittore e illustratore francese († 1977)
- 11 luglio - Hans Lipschis, militare tedesco († 2016)
- 11 luglio - Benjamin Tammuz, scrittore israeliano († 1989)
- 12 luglio - Martin Dzúr, generale e politico cecoslovacco († 1985)
- 12 luglio - Urban Charles Joseph Murphy, vescovo cattolico e missionario irlandese († 1981)
- 12 luglio - Arrigo Polillo, giornalista e critico musicale italiano († 1984)
- 12 luglio - Vera Ralston, attrice cecoslovacca († 2003)
- 13 luglio - Griša Filipov, politico bulgaro († 1994)
- 13 luglio - Leonel Gabriel, pallanuotista uruguaiano († 2005)
- 13 luglio - William F. Quinn, politico e avvocato statunitense († 2006)
- 14 luglio - Eugene Allen, statunitense († 2010)
- 14 luglio - Chuan Chu, informatico cinese († 2011)
- 14 luglio - Marinko Gjivoje, scrittore e esperantista jugoslavo († 1982)
- 14 luglio - Lino Ventura, attore e lottatore italiano († 1987)
- 15 luglio - Luigi Ambrosoli, storico italiano († 2002)
- 15 luglio - Andrea Bosic, attore sloveno († 2012)
- 15 luglio - Giulio Cattivelli, critico cinematografico e giornalista italiano († 1997)
- 15 luglio - Sadik Hakim, pianista e compositore statunitense († 1983)
- 15 luglio - Eve McVeagh, attrice statunitense († 1997)
- 15 luglio - Iris Murdoch, filosofa e scrittrice irlandese († 1999)
- 15 luglio - Aldo Parena, calciatore italiano († 2003)
- 16 luglio - Hermine Braunsteiner, criminale austriaca († 1999)
- 16 luglio - Choe Kyu-hah, politico sudcoreano († 2006)
- 16 luglio - Teuvo Laukkanen, fondista finlandese († 2011)
- 16 luglio - Andrea Romitti, calciatore italiano († 2007)
- 17 luglio - Mario Cesanelli, calciatore italiano
- 17 luglio - Eugenio Maggi, anarchico e antifascista italiano († 2003)
- 17 luglio - Anne-Marie Meyer, saggista e storica tedesca († 2004)
- 17 luglio - Erich Peter, generale tedesco († 1987)
- 18 luglio - Nino D'Ippolito, politico, antifascista e giornalista italiano († 2013)
- 18 luglio - Lilia Dale, attrice italiana († 1991)
- 18 luglio - George Jablonski, cestista e allenatore di pallacanestro statunitense († 1992)
- 18 luglio - Jayachamaraja Wodeyar, principe indiano († 1974)
- 19 luglio - Enrico Assi, vescovo cattolico italiano († 1992)
- 19 luglio - Livia Bianchi, partigiana italiana († 1945)
- 19 luglio - Oreste Conte, ciclista su strada italiano († 1956)
- 19 luglio - Lya De Barberiis, pianista italiana († 2013)
- 19 luglio - Giovanni Gastaldi, partigiano italiano († 1944)
- 19 luglio - Dal McKennon, attore e doppiatore statunitense († 2009)
- 19 luglio - Patricia Medina, attrice britannica († 2012)
- 19 luglio - Robert Pinget, scrittore svizzero († 1997)
- 20 luglio - Edmund Hillary, alpinista e esploratore neozelandese († 2008)
- 20 luglio - K. T. Stevens, attrice statunitense († 1994)
- 21 luglio - Aldo Collimedaglia, calciatore italiano
- 21 luglio - Nuto Revelli, scrittore, ufficiale e partigiano italiano († 2004)
- 21 luglio - Giuliano Ruggieri, geologo e paleontologo italiano († 2002)
- 21 luglio - Carlos Sosa, calciatore e allenatore di calcio argentino († 2009)
- 21 luglio - William Stokoe, linguista statunitense († 2000)
- 22 luglio - Giampiero Carocci, storico italiano († 2017)
- 22 luglio - Heinz Kucharski, antifascista tedesco († 2000)
- 23 luglio - Jim Chapin, batterista statunitense († 2009)
- 23 luglio - Davis Grubb, scrittore statunitense († 1980)
- 23 luglio - Antonino Occhipinti, politico italiano († 1999)
- 23 luglio - Héctor Oesterheld, giornalista e fumettista argentino († 1978)
- 23 luglio - Donald Olsen, architetto statunitense († 2015)
- 24 luglio - Todor Dinov, animatore e regista bulgaro († 2004)
- 24 luglio - Ferdi Kübler, ciclista su strada e pistard svizzero († 2016)
- 24 luglio - Peter Zinner, montatore, regista e produttore cinematografico austriaco († 2007)
- 24 luglio - Giuseppe Šebesta, scrittore, artista e etnografo italiano († 2005)
- 26 luglio - Charles Eugster, velocista britannico († 2017)
- 26 luglio - Mario Fazio, ciclista su strada italiano († 1983)
- 26 luglio - Angelo Felici, cardinale e arcivescovo cattolico italiano († 2007)
- 26 luglio - Virginia Gilmore, attrice statunitense († 1986)
- 26 luglio - James Lovelock, chimico britannico († 2022)
- 26 luglio - Luboš Perek, astronomo ceco († 2020)
- 26 luglio - Alexis Rassine, ballerino lituano († 1992)
- 27 luglio - John Chandos, attore britannico († 1987)
- 27 luglio - Jack Goody, antropologo britannico († 2015)
- 27 luglio - David Swift, sceneggiatore, regista e produttore cinematografico statunitense († 2001)
- 27 luglio - Vojmir Tedoldi, giornalista italiano († 1984)
- 28 luglio - Milan Horvat, direttore d'orchestra croato († 2014)
- 29 luglio - Luis Miquilena, politico venezuelano († 2016)
- 29 luglio - André Ravéreau, architetto francese († 2017)
- 30 luglio - Bernice Miracle, scrittrice statunitense († 2014)
- 30 luglio - Hans Wind, militare e aviatore finlandese († 1995)
- 30 luglio - Eugène Maillat, vescovo cattolico svizzero († 1988)
- 30 luglio - Carlo Mazzarella, attore e giornalista italiano († 1993)
- 31 luglio - Maurice Boitel, pittore francese († 2007)
- 31 luglio - Norman Del Mar, direttore d'orchestra, cornista e biografo britannico († 1994)
- 31 luglio - Primo Levi, scrittore, chimico e partigiano italiano († 1987)
- 31 luglio - Giovanni Novaresio, pittore italiano († 1997)